# لورا لي
لورا لي (بالإنجليزية: Laura Lee)‏ هي مغنية أمريكية، ولدت في 9 مارس 1945 في شيكاغو في الولايات المتحدة.

## وصلات خارجية
- لورا لي على موقع IMDb (الإنجليزية)
- لورا لي على موقع ميوزك برينز (الإنجليزية)
- لورا لي على موقع ديسكوغز (الإنجليزية)